# Station Whitstable
Whitstable is een spoorwegstation van National Rail in Whitstable, Canterbury in Engeland. Het station is eigendom van Network Rail en wordt beheerd door Southeastern. Het station is geopend in 1915.